# Ildebrando Santagiuliana
Ildebrando Santagiuliana (fl. XX secolo) è stato uno scrittore e storico italiano nato a Treviglio nel secolo scorso che si occupò di proverbi aneddoti e storielle sulle vicissitudini trevigliesi.
Gli è stata intitolata una piazza del centro storico assieme al fratello Tullio Santagiuliana. Tale piazza è situata nella zona nord-ovest del centro in mezzo ai vicoli ed è certamente una delle più caratteristiche di Treviglio. Fu molto attivo negli anni sessanta, settanta e ottanta. Tra le sue opere ricordiamo il libro sulla storia di Treviglio pubblicato per la prima volta nel 1965 con il fratello. Egli pubblico poi la ristampa del 1987 con Don Piero Perego data la scomparsa del fratello.